# Ніч завжди настає
«Ніч завжди настає» (англ. Night Always Comes) — американський кримінальний драматичний трилер 2025 року режисера Бенджаміна Карона за сценарієм Сари Конрадт, екранізація роману Віллі Влотена 2021 року «Ніч завжди настає». Головні ролі виконують Ванесса Кірбі (яка також є продюсером фільму), Дженніфер Джейсон Лі, Зак Готтсаген, Стефан Джеймс, Рендалл Парк, Джулія Фокс, Майкл Келлі та Елай Рот .
Фільм «Ніч завжди настає» вийшов на Netflix 15 серпня 2025 року. 

## Сюжет
Лінетт, зневірена жінка з Тихоокеанського Північного Заходу, намагається зібрати гроші для першого внеску на купівлю будинку, в якому вона живе разом з матір'ю Дорін та хворим на синдром Дауна братом Кенні. Вона працює на декількох роботах і намагається навчатися у вечірній школі.
У день, коли Лінетт і її матір мали підписати документи про купівлю будинку, Дорін не приїхала до банку. Замість цього вона витратила гроші, призначені для початкового внеску, на нову автівку.
Лінетт у відчаї зв'язується зі своїм колишнім клієнтом Скоттом. Вона просить позичити їй 25 тисяч доларів, але Скотт їй відмовляє. Лінетт погоджується переспати з ним. Скотт сплачує її звичайний тариф у розмірі 500 доларів, бажає їй удачі з будинком, та додає ще 500 доларів в якості прощального подарунку. Скотт забуває ключі в готельному номері, і Лінетт імпульсивно краде його автомобіль.
Лінетт звертається до своєї давньої подруги Глорії, яка винна їй 3000 доларів за заставу. Глорія є коханкою сенатора Роберта. Він знімає для неї розкішну квартиру та купує дизайнерський одяг. Глорія неохоче відкриває сейф Роберта і дає Лінетт 500 доларів. 
Лінетт просить свого співробітника Коді, колишнього злочинця, оглянути сейф. Той спочатку погоджується за 400 доларів, а потім просить 800 доларів за відкриття сейфа. Вони виносять сейф з квартири та відвозять його до знайомого Коді. Той відкриває сейф за допомогою кувалди. Всередині вони знаходять годинник Rolex, 19 тисяч доларів та майже півкіло кокаїну. Знайомий Коді та його спільники нападають на Лінетт, та їй вдається втекти разом з Коді.
Лінетт пропонує Коді купити автомобіль Скотта за 4 тисячі доларів. Дорогою вони підбирать Кенні. Коді погоджується, але коли вони приїздять до покинутого автомобіля, Коді нападає на Лінетт і намагається вкрасти готівку. Лінетт збиває його машиною, забирає гроші, але лишає йому ключі від Мерседеса Скотта.
Лінетт разом з Кенні приїздить до свого колишнього Томмі, щоб продати йому кокаїн. Лінетт звинувачує Томмі в тому, що той змусив її займатися проституцією в 16 років. Томмі дає їй адресу потенційного покупця Блейка, готового заплатити за наркотики 3 тисячі доларів, але в обмін вимагає, щоб Лінетт більше ніколи з ним не контактувала.
Блейк купує кокаїн, але починає домагатися Лінетт. Вона розбиває йому голову настільною лампою. Під час сутички з гостями Блейка Лінетт падає на скляну поверхню і сильно травмує спину. Лінетт вдається вирватися, вона забирає Кенні та їде додому.
Лінетт повертається додому о 5:22 ранку та відправляє Кенні спати. На звинувачення Дорін вона відповідає, що всю ніч збирала 25 тисяч доларів на перший внесок за будинок. Дорін допомагає дочці витягти скляні уламки з пораненої спини. Лінетт благає матір піти до банку та підписати угоду. Дорін пояснює, що ненавидить цей будинок і не збирається далі в ньому жити. Вона звинувачує Лінетт у поганих життєвих рішеннях. Дорін нагадує їй, що в 16 років Лінетт втекла з дому до Томмі. Лінетт плаче та питає, чому матір не захистила її від значно дорослішого насильницького чоловіка. Дорін повідомляє, що вже домовилась про житло для себе та Кенні.
Співробітник банку телефонує Лінетт і повідомляє, що вони вирішили продати будинок іншому покупцю. Лінетт прощається з Кенні, залишає Дорін частину грошей і записку:
|  | Мамо, ти питала, що я робила минулої ночі. Минулої ночі я боролася та боролася за свою сім'ю. Будь ласка, подбай про Кенні, бо йому потрібна його мама, а я продовжуватиму робити те, що робила завжди — боротися. Оригінальний текст (англ.) Mom you asked me what I did last night. And last night I fought and fought for my family. Please take care of Kenny because he needs his mom & that I will continue to do what I’ve always done — fight |

## У ролях
| Актор                | Роль                         |
| -------------------- | ---------------------------- |
| Ванесса Кірбі        | Лінетт                       |
| Дженніфер Джейсон Лі | Дорін мати Лінетт            |
| Зак Готтсаген        | Кенні старший брат Лінетт    |
| Стефан Джеймс        | Коді                         |
| Рендалл Парк         | Скотт колишній клієнт Лінетт |
| Джулія Фокс          | Глорія                       |
| Майкл Келлі          | Томмі                        |
| Елай Рот             | Блейк                        |

## Кінокритика
На сайті Rotten Tomatoes фільм має 56% позитивних рецензій від 41 критика.
На сайті Metacritic серіал має середньозважену оцінку 61 зі 100 на основі рецензій 13 критиків, що вказує на «в цілому схвальні відгуки».